# Élections départementales de 2021 en Ille-et-Vilaine
Les élections départementales en Ille-et-Vilaine ont lieu les 20 et 27 juin 2021.

## Contexte départemental
Les élections départementales de 2015, les premières du genre, ont vu la reconduction de la majorité socialiste sortante et l'élection de Jean-Luc Chenut à la présidence, succédant ainsi à Jean-Louis Tourenne. Sur 54 sièges, la gauche en remporte 32 (soit 16 cantons) contre 22 pour l'union de la droite et du centre (11 cantons).

### Assemblée départementale sortante
Avant les élections, le conseil départemental d'Ille-et-Vilaine est présidé par Jean-Luc Chenut (PS). 
Il comprend 54 conseillers départementaux issus des 27 cantons d'Ille-et-Vilaine.
| Président du conseil départemental   |       |       |      |                                 |
| Jean-Luc Chenut (PS)                 |       |       |      |                                 |
| Parti                                | Sigle | Sigle | Élus | Groupes                         |
| Majorité (31 sièges)                 |       |       |      |                                 |
| Parti socialiste                     |       | PS    | 21   | Socialistes et apparentés       |
| Divers gauche                        |       | DVG   | 5    | Socialistes et apparentés       |
| Génération.s                         |       | G.s   | 2    | Socialistes et apparentés       |
| Parti radical de gauche              |       | PRG   | 3    | Radical de gauche               |
| Opposition (22 sièges)               |       |       |      |                                 |
| Les Républicains                     |       | LR    | 7    | Union de la droite et du centre |
| Divers droite                        |       | DVD   | 7    | Union de la droite et du centre |
| Union des démocrates et indépendants |       | UDI   | 4    | Union de la droite et du centre |
| Mouvement démocrate                  |       | MoDem | 2    | Union de la droite et du centre |
| Agir                                 |       | Agir  | 1    | Union de la droite et du centre |
| VIA, la voie du peuple               |       | VIA   | 1    | Union de la droite et du centre |
| Non inscrit (1 siège)                |       |       |      |                                 |
| Divers gauche                        |       | DVG   | 1    | Non-inscrit                     |

## Système électoral
Les élections ont lieu au scrutin majoritaire binominal à deux tours. Le système est paritaire : les candidatures sont présentées sous la forme d'un binôme composé d'une femme et d'un homme avec leurs suppléants (une femme et un homme également).
Pour être élu au premier tour, un binôme doit obtenir la majorité absolue des suffrages exprimés et un nombre de suffrages au moins égal à 25 % des électeurs inscrits. Si aucun binôme n'est élu au premier tour, seuls peuvent se présenter au second tour les binômes qui ont obtenu un nombre de suffrages au moins égal à 12,5 % des électeurs inscrits, sans possibilité pour les binômes de fusionner. Est élu au second tour le binôme qui obtient le plus grand nombre de voix.

## Candidatures et alliances
| Nom | Nom                                     | Parti(s) ou mouvement(s)       | Chef de file                            | Nombre de binômes soutenus |
| --- | --------------------------------------- | ------------------------------ | --------------------------------------- | -------------------------- |
|     | Pour l'alternative en Ille-et-Vilaine ! | LFI - PG - GRS - GJ            |                                         |                            |
|     | Énergies Solidaires 2021                | PS - PCF - PRG - MR            | Jean-Luc Chenut                         | 26                         |
|     | L'écologie pour l'Ille-et-Vilaine !     | EÉLV - UDB - GE - ND - BÉ      | Karine Lepinoit-Lefrêne et Patrick Anne | 18                         |
|     | Du cœur pour l'Ille-et-Vilaine          | LREM - MoDem - UDI - Agir - LR | Pierre Breteau                          | 22                         |
|     | Protection, libertés, proximité         | RN - LAF - LDP                 | Gilles Pennelle                         | 27                         |

### Pour l'alternative en Ille-et-Vilaine! (LFI - PG - GRS - GJ)
La France insoumise présente des binômes dans 8 cantons bretilliens.
Dans les deux cantons fougerais, cette alliance se présente sous la bannière La Gauche unie pour notre territoire avec le soutien du PCF, de Citoyen.ne.s Écologistes et de « 20 000 maires pour Fougères », collectif citoyen créé lors des élections municipales de 2020 tandis que dans les deux cantons malouins, elle se présente avec le slogan « Ne pas subir, agir ! ».

### Énergies Solidaires 2021 (PS - PRG - MR - PCF - DVG)

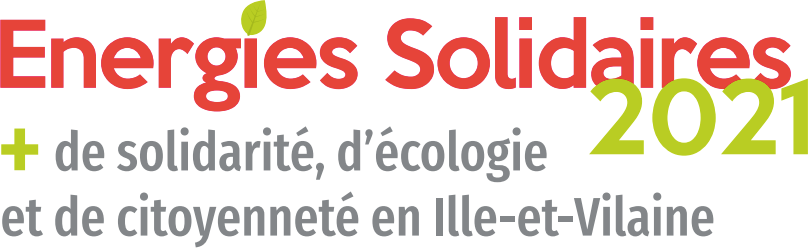

La majorité sortante PS-PRG-MR se représente sous la bannière Énergies Solidaires. Elle s'ouvre vers le PCF, comme dans le canton de Saint-Malo-2 et le canton de Dol-de-Bretagne .
Elle sera présente dans 26 cantons sur 27, soutenant le binôme unique de la gauche dans le canton de Fougères-1.

### L'Écologie pour l’Ille-et-Vilaine! (EELV - UDB - ND - GÉ - BÉ - G.s)

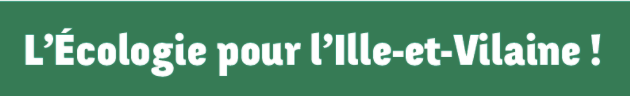

L'Écologie pour l'Ille et Vilaine ! présente 18 binômes dans le département. Elle regroupe les formations suivantes : Europe Écologie Les Verts, l'Union démocratique bretonne, Nouvelle donne, Génération écologie et Bretagne Écologie.

### L'Ille-et-Vilaine, un département à vos côtés (LREM - TdP - DVC)
La majorité présidentielle présente des binômes dans 7 cantons.

### Du cœur pour l'Ille-et-Vilaine (LREM - MoDem - UDI - Agir)

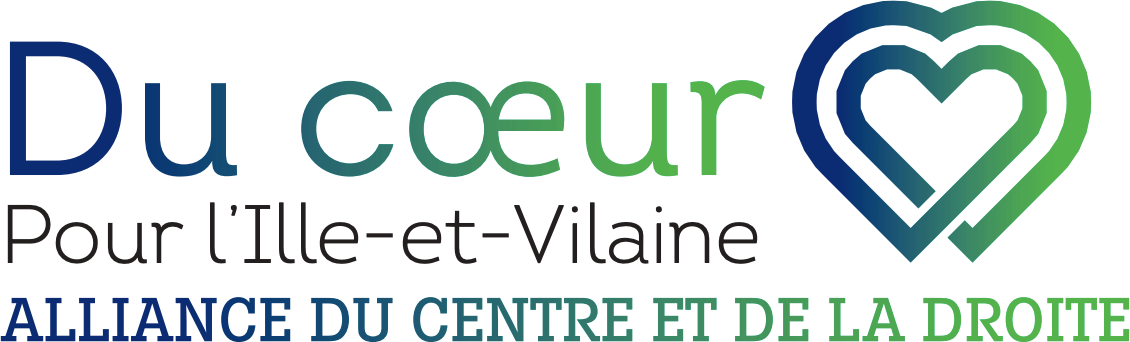

Pierre Breteau, maire MoDem de Saint-Grégoire et président de l’association des maires d’Ille-et-Vilaine sera le chef de file de ces formations sous la bannière Du cœur pour l'Ille-et-Vilaine.

### Union de la droite et du centre (LR - DVD)
L'opposition départementale part en ordre dispersé et présente des binômes de centre droit sous différentes appellations. Dans les cantons de Saint-Malo-1 et Saint-Malo-2, ses candidats sont soutenus par Gilles Lurton et dans celui de Vitré par Isabelle Le Callennec, tête de liste régionale des Républicains.

### Protection, libertés, proximité (RN - LAF - LDP)
Le Rassemblement national, mené par son chef de file Gilles Pennelle, présente des candidats dans l'ensemble des 27 cantons du département.

## Résultats à l'échelle du département

### Résultats par nuances du ministère de l'Intérieur
Les nuances utilisées par le ministère de l'Intérieur ne tiennent pas compte des alliances locales.
| Binômes                  | Binômes                             | Binômes                  | Premier tour | Premier tour | Premier tour | Second tour | Second tour   | Second tour | Total | +/-           |  |
| Binômes                  | Binômes                             | Binômes                  | Voix         | %            | Sièges       | Voix        | %             | Sièges      | Total | +/-           |  |
| ------------------------ | ----------------------------------- | ------------------------ | ------------ | ------------ | ------------ | ----------- | ------------- | ----------- | ----- | ------------- |  |
|                          | Parti socialiste                    | SOC                      | 42 587       | 17,07        | 0            | 59 612      | 25,04         | 16          | 16    | 5             |  |
|                          | Écologistes                         | ECO                      | 34 951       | 14,01        | 0            | 31 537      | 13,25         | 8           | 8     | 8             |  |
|                          | Rassemblement national              | RN                       | 34 191       | 13,70        | 0            | 2 462       | 1,03          | 0           | 0     | en stagnation |  |
|                          | Divers droite                       | DVD                      | 28 395       | 11,38        | 0            | 37 880      | 15,91         | 8           | 8     | 1             |  |
|                          | Union au centre et à droite         | UCD                      | 18 487       | 7,41         | 0            | 23 183      | 9,74          | 8           | 8     | 8             |  |
|                          | Union à gauche                      | UG                       | 15 178       | 6,08         | 0            | 15 835      | 6,65          | 2           | 2     | 2             |  |
|                          | Union à gauche avec des écologistes | UGE                      | 12 976       | 5,20         | 0            | 12 453      | 5,23          | 2           | 2     | 2             |  |
|                          | Divers gauche                       | DVG                      | 12 647       | 5,07         | 0            | 15 221      | 6,39          | 4           | 4     | 4             |  |
|                          | Divers                              | DIV                      | 10 476       | 4,20         | 0            | 12 585      | 5,29          | 2           | 2     | 2             |  |
|                          | Divers centre                       | DVC                      | 9 761        | 3,91         | 0            | 9 409       | 3,95          | 2           | 2     | 2             |  |
|                          | La République en marche             | REM                      | 7 805        | 3,13         | 0            | 2 807       | 1,18          | 0           | 0     | en stagnation |  |
|                          | Union du centre                     | UC                       | 5 420        | 2,17         | 0            | 7 520       | 3,16          | 2           | 2     | 2             |  |
|                          | Parti communiste français           | COM                      | 4 422        | 1,77         | 0            |             |               |             | 0     | en stagnation |  |
|                          | Union au centre et à gauche         | UCG                      | 3 680        | 1,47         | 0            | 4 491       | 1,89          | 0           | 0     | en stagnation |  |
|                          | La France insoumise                 | LFI                      | 3 372        | 1,35         | 0            |             |               |             | 0     | en stagnation |  |
|                          | Union à droite                      | UD                       | 2 219        | 0,89         | 0            | 3 078       | 1,29          | 0           | 0     | 10            |  |
|                          | Mouvement démocrate                 | MDM                      | 1 443        | 0,58         | 0            |             |               |             | 0     | 1             |  |
|                          | Les Républicains                    | LR                       | 1 003        | 0,40         | 0            | 0           | 1             |             |       |               |  |
|                          | Extrême gauche                      | EXG                      | 505          | 0,20         | 0            | 0           | en stagnation |             |       |               |  |
|                          |                                     |                          |              |              |              |             |               |             |       |               |  |
| Suffrages exprimés       | Suffrages exprimés                  | Suffrages exprimés       | 249 518      | 95,79        |              | 238 073     | 91,04         |             |       |               |  |
| Votes blancs             | Votes blancs                        | Votes blancs             | 6 880        | 0,92         | 15 641       | 5,98        |               |             |       |               |  |
| Votes nuls               | Votes nuls                          | Votes nuls               | 4 083        | 1,57         | 7 784        | 2,98        |               |             |       |               |  |
| Total                    | Total                               | Total                    | 260 481      | 100          | 0            | 261 498     | 100           | 54          | 54    | en stagnation |  |
| Abstentions              | Abstentions                         | Abstentions              | 486 892      | 65,15        |              | 486 091     | 65,02         |             |       |               |  |
| Inscrits / participation | Inscrits / participation            | Inscrits / participation | 747 373      | 34,85        | 747 589      | 34,98       |               |             |       |               |  |

### Assemblée départementale élue
| Président du Conseil départemental   |       |       |      |                                    |
| Jean-Luc Chenut (PS)                 |       |       |      |                                    |
| Parti                                | Sigle | Sigle | Élus | Groupes                            |
| Majorité (32 sièges)                 |       |       |      |                                    |
| Parti socialiste                     |       | PS    | 10   | Gauche, socialiste et citoyen      |
| Divers gauche                        |       | DVG   | 7    | Gauche, socialiste et citoyen      |
| Parti communiste français            |       | PCF   | 1    | Gauche, socialiste et citoyen      |
| EÉLV                                 |       | EÉLV  | 9    | Écologiste, fédéraliste et citoyen |
| UDB                                  |       | UDB   | 1    | Écologiste, fédéraliste et citoyen |
| Parti socialiste                     |       | PS    | 2    | Territoires unis et solidaires     |
| Parti radical de gauche              |       | PRG   | 1    | Territoires unis et solidaires     |
| Mouvement radical                    |       | MR    | 1    | Territoires unis et solidaires     |
| Opposition (22 sièges)               |       |       |      |                                    |
| Divers droite                        |       | DVD   | 12   | Union du centre et de la droite    |
| Les Républicains                     |       | LR    | 4    | Union du centre et de la droite    |
| Union des démocrates et indépendants |       | UDI   | 2    | Union du centre et de la droite    |
| Mouvement démocrate                  |       | MoDem | 1    | Union du centre et de la droite    |
| Agir                                 |       | Agir  | 1    | Union du centre et de la droite    |
| La République en marche              |       | LREM  | 1    | Union du centre et de la droite    |
| Sans étiquette                       |       | SE    | 1    | Union du centre et de la droite    |

### Élus par canton
L'alliance Énergies Solidaires 2021, menée par le président sortant, Jean-Luc Chenut, sort de ce scrutin affaiblie. Malgré le gain des cantons de Bain-de-Bretagne et de Châteaugiron, elle perd quatre cantons rennais sur les cinq sortants au profit des Verts et de leurs alliés et les cantons de Betton et de Janzé par la droite. Le scrutin est marqué par la percée des candidats EELV à Rennes, qui remportent cinq cantons des six cantons de la ville, notamment sur le PS. L'opposition de droite quant à elle se maintient dans 11 cantons.
| Canton                 | Conseiller Sortant          | Parti | Parti | Conseiller élu              | Parti | Parti |
| ---------------------- | --------------------------- | ----- | ----- | --------------------------- | ----- | ----- |
| Bain-de-Bretagne       | Nadine Dréan                |       | DVD   | Frédéric Martin             |       | DVG   |
| Bain-de-Bretagne       | Yvon Mellet                 |       | MoDem | Laurence Roux               |       | DVG   |
| Betton                 | Claudine David              |       | PS    | Pierre Breteau              |       | MoDem |
| Betton                 | Michel Gautier              |       | PS    | Jeanne Féret                |       | LREM  |
| Bruz                   | Philippe Bonnin             |       | DVG   | Cécile Bouton               |       | PCF   |
| Bruz                   | Sandrine Rol                |       | DVG   | Sébastien Guéret            |       | DVG   |
| Châteaugiron           | Aude de La Vergne           |       | LR    | Schirel Lemonne             |       | DVG   |
| Châteaugiron           | Louis Hubert                |       | DVD   | Stéphane Lenfant            |       | PS    |
| Combourg               | Béatrice Duguépéroux-Honoré |       | PRG   | Béatrice Duguépéroux-Honoré |       | MR    |
| Combourg               | André Lefeuvre              |       | PRG   | Benoit Sohier               |       | PS    |
| Dol-de-Bretagne        | Jean-Luc Bourgeaux          |       | DVD   | Jean-Luc Bourgeaux          |       | DVD   |
| Dol-de-Bretagne        | Agnès Toutant               |       | DVD   | Agnès Toutant               |       | DVD   |
| Fougères-1             | Thierry Benoit              |       | UDI   | Bernard Delaunay            |       | DVD   |
| Fougères-1             | Frédérique Miramont         |       | UDI   | Leslie Saliot               |       | DVD   |
| Fougères-2             | Isabelle Biard              |       | LR    | Isabelle Biard              |       | LR    |
| Fougères-2             | Louis Pautrel               |       | UDI   | Louis Pautrel               |       | UDI   |
| La Guerche-de-Bretagne | Aymeric Massiet du Biest    |       | DVD   | Marie-Christine Morice      |       | DVD   |
| La Guerche-de-Bretagne | Monique Sockath             |       | LR    | Christian Sorieux           |       | DVD   |
| Guichen                | Roger Morazin               |       | PS    | Roger Morazin               |       | PS    |
| Guichen                | Michèle Motel               |       | DVG   | Michèle Motel               |       | DVG   |
| Janzé                  | Jacques Daviau              |       | PS    | Jonathan Houillot           |       | LR    |
| Janzé                  | Françoise Sourdrille        |       | PS    | Laurence Mercier            |       | DVD   |
| Liffré                 | Isabelle Courtigné          |       | PS    | Isabelle Courtigné          |       | PS    |
| Liffré                 | Bernard Marquet             |       | PS    | Jean-Michel Le Guennec      |       | DVG   |
| Melesse                | Ludovic Coulombel           |       | PS    | Ludovic Coulombel           |       | PS    |
| Melesse                | Gaëlle Mestries             |       | DVG   | Gaëlle Mestries             |       | DVG   |
| Montauban-de-Bretagne  | Marie Daugan                |       | LR    | Jean-François Bohanne       |       | SE    |
| Montauban-de-Bretagne  | Pierre Guitton              |       | DVD   | Charlotte Faillé            |       | DVD   |
| Montfort-sur-Meu       | Anne-Françoise Courteille   |       | PS    | Anne-Françoise Courteille   |       | PS    |
| Montfort-sur-Meu       | Christophe Martins          |       | PRG   | Christophe Martins          |       | PRG   |
| Redon                  | Franck Pichot               |       | PS    | Anne Mainguet-Grall         |       | PS    |
| Redon                  | Solène Michenot             |       | DVG   | Franck Pichot               |       | PS    |
| Rennes-1               | Marc Hervé                  |       | PS    | Marc Hervé                  |       | PS    |
| Rennes-1               | Emmanuelle Rousset          |       | PS    | Emmanuelle Rousset          |       | PS    |
| Rennes-2               | Damien Bongart              |       | G·s   | Marion Le Frène             |       | EÉLV  |
| Rennes-2               | Catherine Debroise          |       | PS    | Denez Marchand              |       | UDB   |
| Rennes-3               | Frédéric Bourcier           |       | PS    | Jeanne Larue                |       | EÉLV  |
| Rennes-3               | Béatrice Hakni-Robin        |       | PS    | Nicolas Perrin              |       | EÉLV  |
| Rennes-4               | Muriel Condolf-Férec        |       | PS    | Sylvie Quilan               |       | EÉLV  |
| Rennes-4               | Didier Le Bougeant          |       | PS    | Yann Soulabaille            |       | EÉLV  |
| Rennes-5               | Gaëlle Andro                |       | G·s   | Olwen Dénès                 |       | EÉLV  |
| Rennes-5               | Marcel Rogemont             |       | PS    | Caroline Roger-Moigneu      |       | EÉLV  |
| Rennes-6               | Loïc Le Fur                 |       | PS    | Jean-Paul Guidoni           |       | EÉLV  |
| Rennes-6               | Véra Briand                 |       | PS    | Régine Komokoli-Nakoafio    |       | EÉLV  |
| Le Rheu                | Armelle Billard             |       | PS    | Armelle Billard             |       | PS    |
| Le Rheu                | Jean-Luc Chenut             |       | PS    | Jean-Luc Chenut             |       | PS    |
| Saint-Malo-1           | Anne Le Gagne               |       | MoDem | Florence Abadie             |       | DVD   |
| Saint-Malo-1           | Pierre-Yves Mahieu          |       | VIA   | Marcel Le Moal              |       | DVD   |
| Saint-Malo-2           | Nicolas Belloir             |       | LR    | Céline Roche                |       | DVD   |
| Saint-Malo-2           | Sophie Guyon                |       | DVD   | Arnaud Salmon               |       | DVD   |
| Val-Couesnon           | Aymar de Gouvion Saint-Cyr  |       | Agir  | Aymar de Gouvion Saint-Cyr  |       | Agir  |
| Val-Couesnon           | Laëtitia Meignan            |       | DVD   | Aline Guiblin               |       | DVD   |
| Vitré                  | Isabelle Le Callennec       |       | LR    | Élisabeth Brun              |       | LR    |
| Vitré                  | Thierry Travers             |       | UDI   | Paul Lapause                |       | UDI   |

## Résultats par canton
Les binômes sont présentés par ordre décroissant des résultats au premier tour. En cas de victoire au second tour du binôme arrivé en deuxième place au premier, ses résultats sont indiqués en gras. 

### Canton de Bain-de-Bretagne
| Candidats                | Candidats                | Partis                   | Nuance                   | Premier tour | Premier tour | Second tour | Second tour |
| Candidats                | Candidats                | Partis                   | Nuance                   | Voix         | %            | Voix        | %           |
| ------------------------ | ------------------------ | ------------------------ | ------------------------ | ------------ | ------------ | ----------- | ----------- |
|                          | Frédéric Martin          | DVG                      | DVG                      | 2 082        | 31,35        | 3 544       | 55,80       |
|                          | Laurence Roux            | DVG                      | DVG                      | 2 082        | 31,35        | 3 544       | 55,80       |
|                          | Myriam Gohier            | LREM                     | REM                      | 1 516        | 22,83        | 2 807       | 44,20       |
|                          | Vincent Minier           | LREM                     | REM                      | 1 516        | 22,83        | 2 807       | 44,20       |
|                          | Samuel Danion            | MoDem                    | UCD                      | 1 194        | 17,98        |             |             |
|                          | Nadine Dréan             | LR                       | UCD                      | 1 194        | 17,98        |             |             |
|                          | Caroline Faubladier      | RN                       | RN                       | 1 182        | 17,80        |             |             |
|                          | Louis Rodier             | RN                       | RN                       | 1 182        | 17,80        |             |             |
|                          | Stéphane Morin           | SE                       | DIV                      | 667          | 10,04        |             |             |
|                          | Bérénice Rolland         | SE                       | DIV                      | 667          | 10,04        |             |             |
|                          |                          |                          |                          |              |              |             |             |
| Suffrages exprimés       | Suffrages exprimés       | Suffrages exprimés       | Suffrages exprimés       | 6 641        | 93,47        | 6 351       | 90,05       |
| Votes blancs             | Votes blancs             | Votes blancs             | Votes blancs             | 305          | 4,29         | 435         | 6,17        |
| Votes nuls               | Votes nuls               | Votes nuls               | Votes nuls               | 159          | 2,24         | 267         | 3,79        |
| Total                    | Total                    | Total                    | Total                    | 7 105        | 100          | 7 053       | 100         |
| Abstention               | Abstention               | Abstention               | Abstention               | 15 662       | 68,79        | 15 711      | 69,02       |
| Inscrits / participation | Inscrits / participation | Inscrits / participation | Inscrits / participation | 22 767       | 31,21        | 22 764      | 30,98       |

### Canton de Betton
| Candidats                | Candidats                | Partis                   | Nuance                   | Premier tour | Premier tour | Second tour | Second tour |
| Candidats                | Candidats                | Partis                   | Nuance                   | Voix         | %            | Voix        | %           |
| ------------------------ | ------------------------ | ------------------------ | ------------------------ | ------------ | ------------ | ----------- | ----------- |
|                          | Pierre Breteau           | MoDem                    | UC                       | 5 420        | 36,74        | 7 520       | 52,37       |
|                          | Jeanne Féret             | LREM                     | UC                       | 5 420        | 36,74        | 7 520       | 52,37       |
|                          | Michel Gautier           | PS                       | SOC                      | 4 126        | 27,97        | 6 839       | 47,63       |
|                          | Brigitte Le Men          | DVG                      | SOC                      | 4 126        | 27,97        | 6 839       | 47,63       |
|                          | Patrick Anne             | EÉLV                     | ECO                      | 2 481        | 16,82        |             |             |
|                          | Karine Lepinoit-Lefrêne  | EÉLV                     | ECO                      | 2 481        | 16,82        |             |             |
|                          | Cilla Goyat              | DVG                      | DVG                      | 1 380        | 9,35         |             |             |
|                          | Bertrand Périssé         | GRS                      | DVG                      | 1 380        | 9,35         |             |             |
|                          | Nathalie Bazire          | RN                       | RN                       | 1 345        | 9,12         |             |             |
|                          | Michel Moreau            | RN                       | RN                       | 1 345        | 9,12         |             |             |
|                          |                          |                          |                          |              |              |             |             |
| Suffrages exprimés       | Suffrages exprimés       | Suffrages exprimés       | Suffrages exprimés       | 14 752       | 97,44        | 14 359      | 94,89       |
| Votes blancs             | Votes blancs             | Votes blancs             | Votes blancs             | 241          | 1,59         | 536         | 3,54        |
| Votes nuls               | Votes nuls               | Votes nuls               | Votes nuls               | 147          | 0,97         | 238         | 1,57        |
| Total                    | Total                    | Total                    | Total                    | 15 140       | 100          | 15 133      | 100         |
| Abstention               | Abstention               | Abstention               | Abstention               | 22 733       | 60,02        | 22 753      | 60,06       |
| Inscrits / participation | Inscrits / participation | Inscrits / participation | Inscrits / participation | 37 873       | 39,98        | 37 886      | 39,94       |

### Canton de Bruz
| Candidats                | Candidats                | Partis                   | Nuance                   | Premier tour | Premier tour | Second tour | Second tour |
| Candidats                | Candidats                | Partis                   | Nuance                   | Voix         | %            | Voix        | %           |
| ------------------------ | ------------------------ | ------------------------ | ------------------------ | ------------ | ------------ | ----------- | ----------- |
|                          | Cécile Bouton            | PCF                      | DVG                      | 2 969        | 29,79        | 5 385       | 56,67       |
|                          | Sébastien Guéret         | DVG                      | DVG                      | 2 969        | 29,79        | 5 385       | 56,67       |
|                          | Karine Floret-Bourumeau  | LREM                     | DVC                      | 2 649        | 26,58        | 4 117       | 43,33       |
|                          | Jean-René Houssin        | DVC                      | DVC                      | 2 649        | 26,58        | 4 117       | 43,33       |
|                          | Anne Milvoy              | EÉLV                     | ECO                      | 2 094        | 21,01        |             |             |
|                          | Louis Tourtier           | EÉLV                     | ECO                      | 2 094        | 21,01        |             |             |
|                          | David Ruaud              | RN                       | RN                       | 1 476        | 14,81        |             |             |
|                          | Cécile Thomas            | RN                       | RN                       | 1 476        | 14,81        |             |             |
|                          | Cyril Journet            | DVD                      | DIV                      | 779          | 7,82         |             |             |
|                          | Elena Le Paire           | DVG                      | DIV                      | 779          | 7,82         |             |             |
|                          |                          |                          |                          |              |              |             |             |
| Suffrages exprimés       | Suffrages exprimés       | Suffrages exprimés       | Suffrages exprimés       | 9 967        | 96,36        | 9 502       | 92,66       |
| Votes blancs             | Votes blancs             | Votes blancs             | Votes blancs             | 261          | 2,52         | 505         | 4,92        |
| Votes nuls               | Votes nuls               | Votes nuls               | Votes nuls               | 116          | 1,12         | 248         | 2,42        |
| Total                    | Total                    | Total                    | Total                    | 10 344       | 100          | 10 255      | 100         |
| Abstention               | Abstention               | Abstention               | Abstention               | 21 110       | 67,11        | 21 209      | 67,41       |
| Inscrits / participation | Inscrits / participation | Inscrits / participation | Inscrits / participation | 31 454       | 32,89        | 31 464      | 32,59       |

### Canton de Châteaugiron
| Candidats                | Candidats                | Partis                   | Nuance                   | Premier tour | Premier tour | Second tour | Second tour |
| Candidats                | Candidats                | Partis                   | Nuance                   | Voix         | %            | Voix        | %           |
| ------------------------ | ------------------------ | ------------------------ | ------------------------ | ------------ | ------------ | ----------- | ----------- |
|                          | Aude de La Vergne        | LR                       | DVD                      | 3 645        | 35,32        | 4 901       | 47,85       |
|                          | Louis Hubert             | DVD                      | DVD                      | 3 645        | 35,32        | 4 901       | 47,85       |
|                          | Schirel Lemonne          | DVG                      | SOC                      | 3 105        | 30,09        | 5 341       | 52,15       |
|                          | Stéphane Lenfant         | PS                       | SOC                      | 3 105        | 30,09        | 5 341       | 52,15       |
|                          | Juliette Loray           | EÉLV                     | ECO                      | 2 425        | 23,50        |             |             |
|                          | Bernard Martin           | EÉLV                     | ECO                      | 2 425        | 23,50        |             |             |
|                          | Julien Danquoins         | RN                       | RN                       | 1 144        | 11,09        |             |             |
|                          | Louana Duclos            | RN                       | RN                       | 1 144        | 11,09        |             |             |
|                          |                          |                          |                          |              |              |             |             |
| Suffrages exprimés       | Suffrages exprimés       | Suffrages exprimés       | Suffrages exprimés       | 10 319       | 95,71        | 10 242      | 93,89       |
| Votes blancs             | Votes blancs             | Votes blancs             | Votes blancs             | 319          | 2,96         | 445         | 4,08        |
| Votes nuls               | Votes nuls               | Votes nuls               | Votes nuls               | 144          | 1,34         | 221         | 2,03        |
| Total                    | Total                    | Total                    | Total                    | 10 782       | 100          | 10 908      | 100         |
| Abstention               | Abstention               | Abstention               | Abstention               | 20 524       | 65,56        | 20 403      | 65,16       |
| Inscrits / participation | Inscrits / participation | Inscrits / participation | Inscrits / participation | 31 306       | 34,44        | 31 311      | 34,84       |

### Canton de Combourg
| Candidats                | Candidats                   | Partis                   | Nuance                   | Premier tour | Premier tour | Second tour | Second tour |
| Candidats                | Candidats                   | Partis                   | Nuance                   | Voix         | %            | Voix        | %           |
| ------------------------ | --------------------------- | ------------------------ | ------------------------ | ------------ | ------------ | ----------- | ----------- |
|                          | Béatrice Duguépéroux-Honoré | MR                       | SOC                      | 4 127        | 48,41        | 4 532       | 52,44       |
|                          | Benoit Sohier               | PS                       | SOC                      | 4 127        | 48,41        | 4 532       | 52,44       |
|                          | David Buisset               | DVD                      | DIV                      | 3 080        | 36,13        | 4 111       | 47,56       |
|                          | Évelyne Simon-Glory         | DVD                      | DIV                      | 3 080        | 36,13        | 4 111       | 47,56       |
|                          | Yann Ecolan                 | RN                       | RN                       | 1 318        | 15,46        |             |             |
|                          | Anne Vaneecloo              | RN                       | RN                       | 1 318        | 15,46        |             |             |
|                          |                             |                          |                          |              |              |             |             |
| Suffrages exprimés       | Suffrages exprimés          | Suffrages exprimés       | Suffrages exprimés       | 8 525        | 94,51        | 8 643       | 93,79       |
| Votes blancs             | Votes blancs                | Votes blancs             | Votes blancs             | 312          | 3,46         | 342         | 3,71        |
| Votes nuls               | Votes nuls                  | Votes nuls               | Votes nuls               | 183          | 2,03         | 230         | 2,50        |
| Total                    | Total                       | Total                    | Total                    | 920          | 100          | 9 215       | 100         |
| Abstention               | Abstention                  | Abstention               | Abstention               | 15 073       | 62,56        | 14 882      | 61,76       |
| Inscrits / participation | Inscrits / participation    | Inscrits / participation | Inscrits / participation | 24 093       | 37,44        | 24 097      | 38,24       |

### Canton de Dol-de-Bretagne
| Candidats                | Candidats                 | Partis                   | Nuance                   | Premier tour | Premier tour | Second tour | Second tour |
| Candidats                | Candidats                 | Partis                   | Nuance                   | Voix         | %            | Voix        | %           |
| ------------------------ | ------------------------- | ------------------------ | ------------------------ | ------------ | ------------ | ----------- | ----------- |
|                          | Jean-Luc Bourgeaux        | DVD                      | DVD                      | 5 454        | 50,50        | 8 158       | 76,82       |
|                          | Agnès Toutant             | DVD                      | DVD                      | 5 454        | 50,50        | 8 158       | 76,82       |
|                          | Henri Huet                | RN                       | RN                       | 2 058        | 19,06        | 2 462       | 23,18       |
|                          | Céline Lelaumier-Pennelle | RN                       | RN                       | 2 058        | 19,06        | 2 462       | 23,18       |
|                          | Éliane Leclercq           | UDB                      | UGE                      | 1 571        | 14,55        |             |             |
|                          | Cyrille Leudière          | EÉLV                     | UGE                      | 1 571        | 14,55        |             |             |
|                          | Marc Boulmer              | PCF                      | COM                      | 1 164        | 10,78        |             |             |
|                          | Marina Foisy              | PCF                      | COM                      | 1 164        | 10,78        |             |             |
|                          | Franck Biny               | LFI                      | UG                       | 553          | 5,12         |             |             |
|                          | Christine Soulier         | GJ                       | UG                       | 553          | 5,12         |             |             |
|                          |                           |                          |                          |              |              |             |             |
| Suffrages exprimés       | Suffrages exprimés        | Suffrages exprimés       | Suffrages exprimés       | 10 800       | 95,29        | 10 620      | 90,88       |
| Votes blancs             | Votes blancs              | Votes blancs             | Votes blancs             | 312          | 2,75         | 751         | 6,43        |
| Votes nuls               | Votes nuls                | Votes nuls               | Votes nuls               | 222          | 1,96         | 315         | 2,70        |
| Total                    | Total                     | Total                    | Total                    | 11 334       | 100          | 11 686      | 100         |
| Abstention               | Abstention                | Abstention               | Abstention               | 21 273       | 65,24        | 20 929      | 64,17       |
| Inscrits / participation | Inscrits / participation  | Inscrits / participation | Inscrits / participation | 32 607       | 34,76        | 32 615      | 35,83       |

### Canton de Fougères-1
| Candidats                | Candidats                    | Partis                   | Nuance                   | Premier tour | Premier tour | Second tour | Second tour |
| Candidats                | Candidats                    | Partis                   | Nuance                   | Voix         | %            | Voix        | %           |
| ------------------------ | ---------------------------- | ------------------------ | ------------------------ | ------------ | ------------ | ----------- | ----------- |
|                          | Bernard Delaunay             | DVD                      | UCD                      | 3 984        | 56,84        | 4 911       | 69,98       |
|                          | Leslie Saliot                | DVD                      | UCD                      | 3 984        | 56,84        | 4 911       | 69,98       |
|                          | Simon Foureau                | LFI                      | UG                       | 1 900        | 27,11        | 2 107       | 30,02       |
|                          | Gaëlle Piot                  | PCF                      | UG                       | 1 900        | 27,11        | 2 107       | 30,02       |
|                          | Virginie d'Orsanne           | RN                       | RN                       | 1 125        | 16,05        |             |             |
|                          | François-Régis Le Bouteiller | RN                       | RN                       | 1 125        | 16,05        |             |             |
|                          |                              |                          |                          |              |              |             |             |
| Suffrages exprimés       | Suffrages exprimés           | Suffrages exprimés       | Suffrages exprimés       | 7 009        | 93,49        | 7 018       | 92,71       |
| Votes blancs             | Votes blancs                 | Votes blancs             | Votes blancs             | 302          | 4,03         | 337         | 4,45        |
| Votes nuls               | Votes nuls                   | Votes nuls               | Votes nuls               | 186          | 2,48         | 215         | 2,84        |
| Total                    | Total                        | Total                    | Total                    | 7 497        | 100          | 7 570       | 100         |
| Abstention               | Abstention                   | Abstention               | Abstention               | 15 159       | 66,91        | 15 092      | 66,60       |
| Inscrits / participation | Inscrits / participation     | Inscrits / participation | Inscrits / participation | 22 656       | 33,09        | 22 662      | 33,40       |

### Canton de Fougères-2
| Candidats                | Candidats                | Partis                   | Nuance                   | Premier tour | Premier tour | Second tour | Second tour |
| Candidats                | Candidats                | Partis                   | Nuance                   | Voix         | %            | Voix        | %           |
| ------------------------ | ------------------------ | ------------------------ | ------------------------ | ------------ | ------------ | ----------- | ----------- |
|                          | Isabelle Biard           | LR                       | DVD                      | 3 810        | 53,05        | 5 106       | 69,98       |
|                          | Louis Pautrel            | UDI                      | DVD                      | 3 810        | 53,05        | 5 106       | 69,98       |
|                          | Éric Besson              | PS                       | DVG                      | 1 177        | 16,39        | 2 190       | 30,02       |
|                          | Marie-Claire Boucher     | DVG                      | DVG                      | 1 177        | 16,39        | 2 190       | 30,02       |
|                          | Pamela Jamault           | PCF                      | UGE                      | 1 145        | 15,94        |             |             |
|                          | André Robinart           | ÉCO                      | UGE                      | 1 145        | 15,94        |             |             |
|                          | Jimmy Bourlieux          | RN                       | RN                       | 1 050        | 14,62        |             |             |
|                          | Marie Galodé             | RN                       | RN                       | 1 050        | 14,62        |             |             |
|                          |                          |                          |                          |              |              |             |             |
| Suffrages exprimés       | Suffrages exprimés       | Suffrages exprimés       | Suffrages exprimés       | 7 182        | 96,02        | 7 296       | 93,16       |
| Votes blancs             | Votes blancs             | Votes blancs             | Votes blancs             | 158          | 2,11         | 295         | 3,77        |
| Votes nuls               | Votes nuls               | Votes nuls               | Votes nuls               | 140          | 1,87         | 241         | 3,08        |
| Total                    | Total                    | Total                    | Total                    | 7 480        | 100          | 7 832       | 100         |
| Abstention               | Abstention               | Abstention               | Abstention               | 15 542       | 67,51        | 15 196      | 65,99       |
| Inscrits / participation | Inscrits / participation | Inscrits / participation | Inscrits / participation | 23 022       | 32,49        | 23 028      | 34,01       |

### Canton de La Guerche-de-Bretagne
| Candidats                | Candidats                | Partis                   | Nuance                   | Premier tour | Premier tour | Second tour | Second tour |
| Candidats                | Candidats                | Partis                   | Nuance                   | Voix         | %            | Voix        | %           |
| ------------------------ | ------------------------ | ------------------------ | ------------------------ | ------------ | ------------ | ----------- | ----------- |
|                          | Marie-Christine Morice   | DVD                      | UCD                      | 3 203        | 38,49        | 4 564       | 59,72       |
|                          | Christian Sorieux        | DVD                      | UCD                      | 3 203        | 38,49        | 4 564       | 59,72       |
|                          | Bruno Gatel              | UDI                      | UD                       | 2 219        | 26,66        | 3 078       | 40,28       |
|                          | Monique Sockath          | LR                       | UD                       | 2 219        | 26,66        | 3 078       | 40,28       |
|                          | Jean Mareschi            | RN                       | RN                       | 1 165        | 14,00        |             |             |
|                          | Yvonne Roussel           | RN                       | RN                       | 1 165        | 14,00        |             |             |
|                          | Bernard Mescam           | PCF                      | COM                      | 1 106        | 13,29        |             |             |
|                          | Conchita Plançon         | PS                       | COM                      | 1 106        | 13,29        |             |             |
|                          | Mickaël Hugonnet         | LFI                      | FI                       | 629          | 7,56         |             |             |
|                          | Claire-Violette Le Goff  | LFI                      | FI                       | 629          | 7,56         |             |             |
|                          |                          |                          |                          |              |              |             |             |
| Suffrages exprimés       | Suffrages exprimés       | Suffrages exprimés       | Suffrages exprimés       | 8 322        | 93,26        | 7 642       | 87,84       |
| Votes blancs             | Votes blancs             | Votes blancs             | Votes blancs             | 366          | 4,10         | 713         | 8,20        |
| Votes nuls               | Votes nuls               | Votes nuls               | Votes nuls               | 235          | 2,63         | 345         | 3,97        |
| Total                    | Total                    | Total                    | Total                    | 8 923        | 100          | 8 700       | 100         |
| Abstention               | Abstention               | Abstention               | Abstention               | 20 671       | 69,85        | 20 899      | 70,61       |
| Inscrits / participation | Inscrits / participation | Inscrits / participation | Inscrits / participation | 29 594       | 30,15        | 29 599      | 29,39       |

### Canton de Guichen
| Candidats                | Candidats                | Partis                   | Nuance                   | Premier tour | Premier tour | Second tour | Second tour |
| Candidats                | Candidats                | Partis                   | Nuance                   | Voix         | %            | Voix        | %           |
| ------------------------ | ------------------------ | ------------------------ | ------------------------ | ------------ | ------------ | ----------- | ----------- |
|                          | Roger Morazin            | PS                       | SOC                      | 2 870        | 35,88        | 4 318       | 59,80       |
|                          | Michèle Motel            | DVG                      | SOC                      | 2 870        | 35,88        | 4 318       | 59,80       |
|                          | Thierry Edet             | EÉLV                     | ECO                      | 1 997        | 24,97        | 2 903       | 40,20       |
|                          | Laurence Piou            | EÉLV                     | ECO                      | 1 997        | 24,97        | 2 903       | 40,20       |
|                          | Didier Le Chénéchal      | DVG                      | DVG                      | 1 730        | 21,63        |             |             |
|                          | Virginie Péron           | DVG                      | DVG                      | 1 730        | 21,63        |             |             |
|                          | Nicole Belhomme          | RN                       | RN                       | 1 402        | 17,53        |             |             |
|                          | Louis Gilois             | RN                       | RN                       | 1 402        | 17,53        |             |             |
|                          |                          |                          |                          |              |              |             |             |
| Suffrages exprimés       | Suffrages exprimés       | Suffrages exprimés       | Suffrages exprimés       | 7 999        | 95,75        | 7 221       | 88,58       |
| Votes blancs             | Votes blancs             | Votes blancs             | Votes blancs             | 234          | 2,80         | 605         | 7,42        |
| Votes nuls               | Votes nuls               | Votes nuls               | Votes nuls               | 121          | 1,45         | 326         | 4,00        |
| Total                    | Total                    | Total                    | Total                    | 8 354        | 100          | 8 152       | 100         |
| Abstention               | Abstention               | Abstention               | Abstention               | 16 546       | 66,45        | 16 754      | 67,27       |
| Inscrits / participation | Inscrits / participation | Inscrits / participation | Inscrits / participation | 24 900       | 33,55        | 24 906      | 32,73       |

### Canton de Janzé
| Candidats                | Candidats                | Partis                   | Nuance                   | Premier tour | Premier tour | Second tour | Second tour |
| Candidats                | Candidats                | Partis                   | Nuance                   | Voix         | %            | Voix        | %           |
| ------------------------ | ------------------------ | ------------------------ | ------------------------ | ------------ | ------------ | ----------- | ----------- |
|                          | Jonathan Houillot        | LR                       | UCD                      | 2 765        | 27,59        | 5 442       | 55,09       |
|                          | Laurence Mercier         | DVD                      | UCD                      | 2 765        | 27,59        | 5 442       | 55,09       |
|                          | Grégoire Latimier        | EÉLV                     | ECO                      | 2 499        | 24,94        | 4 436       | 44,91       |
|                          | Anne-Kristell Pineau     | EÉLV                     | ECO                      | 2 499        | 24,94        | 4 436       | 44,91       |
|                          | Annick Bellamy           | PS                       | SOC                      | 2 145        | 21,40        |             |             |
|                          | Jacky Daviau             | PS                       | SOC                      | 2 145        | 21,40        |             |             |
|                          | Marie Mahé               | RN                       | RN                       | 1 420        | 14,17        |             |             |
|                          | Gabriel Orain            | RN                       | RN                       | 1 420        | 14,17        |             |             |
|                          | Thierry Martineau        | TdP                      | DVC                      | 1 193        | 11,90        |             |             |
|                          | Catherine Navarre        | DVC                      | DVC                      | 1 193        | 11,90        |             |             |
|                          |                          |                          |                          |              |              |             |             |
| Suffrages exprimés       | Suffrages exprimés       | Suffrages exprimés       | Suffrages exprimés       | 10 022       | 95,91        | 9 878       | 93,64       |
| Votes blancs             | Votes blancs             | Votes blancs             | Votes blancs             | 283          | 2,71         | 461         | 4,37        |
| Votes nuls               | Votes nuls               | Votes nuls               | Votes nuls               | 144          | 1,38         | 210         | 1,99        |
| Total                    | Total                    | Total                    | Total                    | 10 449       | 100          | 10 549      | 100         |
| Abstention               | Abstention               | Abstention               | Abstention               | 19 414       | 65,01        | 19 395      | 64,77       |
| Inscrits / participation | Inscrits / participation | Inscrits / participation | Inscrits / participation | 29 863       | 34,99        | 29 944      | 35,23       |

### Canton de Liffré
| Candidats                | Candidats                | Partis                   | Nuance                   | Premier tour | Premier tour | Second tour | Second tour |
| Candidats                | Candidats                | Partis                   | Nuance                   | Voix         | %            | Voix        | %           |
| ------------------------ | ------------------------ | ------------------------ | ------------------------ | ------------ | ------------ | ----------- | ----------- |
|                          | Isabelle Courtigné       | PS                       | SOC                      | 5 601        | 56,21        | 7 483       | 100         |
|                          | Jean-Michel Le Guennec   | DVG                      | SOC                      | 5 601        | 56,21        | 7 483       | 100         |
|                          | Gaël Lefeuvre            | DVD                      | ECO                      | 3 127        | 31,38        | Retrait     | Retrait     |
|                          | Aude Mahéo               | DVD                      | ECO                      | 3 127        | 31,38        | Retrait     | Retrait     |
|                          | Marianne Looten          | RN                       | RN                       | 1 236        | 12,40        |             |             |
|                          | Thierry Séverin          | RN                       | RN                       | 1 236        | 12,40        |             |             |
|                          |                          |                          |                          |              |              |             |             |
| Suffrages exprimés       | Suffrages exprimés       | Suffrages exprimés       | Suffrages exprimés       | 9 964        | 94,54        | 7 483       | 76,16       |
| Votes blancs             | Votes blancs             | Votes blancs             | Votes blancs             | 406          | 3,85         | 1 817       | 18,49       |
| Votes nuls               | Votes nuls               | Votes nuls               | Votes nuls               | 170          | 1,61         | 526         | 5,35        |
| Total                    | Total                    | Total                    | Total                    | 10 540       | 100          | 9 826       | 100         |
| Abstention               | Abstention               | Abstention               | Abstention               | 16 417       | 60,90        | 17 139      | 63,56       |
| Inscrits / participation | Inscrits / participation | Inscrits / participation | Inscrits / participation | 26 957       | 39,10        | 26 965      | 36,44       |

### Canton de Melesse
| Candidats                | Candidats                | Partis                   | Nuance                   | Premier tour | Premier tour | Second tour | Second tour |
| Candidats                | Candidats                | Partis                   | Nuance                   | Voix         | %            | Voix        | %           |
| ------------------------ | ------------------------ | ------------------------ | ------------------------ | ------------ | ------------ | ----------- | ----------- |
|                          | Ludovic Coulombel        | PS                       | SOC                      | 3 241        | 34,37        | 5 067       | 57,77       |
|                          | Gaëlle Mestries          | DVG                      | SOC                      | 3 241        | 34,37        | 5 067       | 57,77       |
|                          | Mathieu Frémeaux         | EÉLV                     | ECO                      | 2 835        | 30,06        | 3 704       | 42,23       |
|                          | Clémence Morinière       | EÉLV                     | ECO                      | 2 835        | 30,06        | 3 704       | 42,23       |
|                          | Alex Bonnineau           | LREM                     | REM                      | 2 068        | 21,93        |             |             |
|                          | Isabelle Le Marchand     | DVD                      | REM                      | 2 068        | 21,93        |             |             |
|                          | Jaky James               | RN                       | RN                       | 1 287        | 13,65        |             |             |
|                          | Jeanne Maupetit          | RN                       | RN                       | 1 287        | 13,65        |             |             |
|                          |                          |                          |                          |              |              |             |             |
| Suffrages exprimés       | Suffrages exprimés       | Suffrages exprimés       | Suffrages exprimés       | 9 431        | 95,67        | 8 771       | 89,50       |
| Votes blancs             | Votes blancs             | Votes blancs             | Votes blancs             | 295          | 2,99         | 707         | 7,21        |
| Votes nuls               | Votes nuls               | Votes nuls               | Votes nuls               | 132          | 1,34         | 322         | 3,29        |
| Total                    | Total                    | Total                    | Total                    | 9 858        | 100          | 9 800       | 100         |
| Abstention               | Abstention               | Abstention               | Abstention               | 17 153       | 63,50        | 17 216      | 63,73       |
| Inscrits / participation | Inscrits / participation | Inscrits / participation | Inscrits / participation | 27 011       | 36,50        | 27 016      | 36,27       |

### Canton de Montauban-de-Bretagne
| Candidats                | Candidats                | Partis                   | Nuance                   | Premier tour | Premier tour | Second tour | Second tour |
| Candidats                | Candidats                | Partis                   | Nuance                   | Voix         | %            | Voix        | %           |
| ------------------------ | ------------------------ | ------------------------ | ------------------------ | ------------ | ------------ | ----------- | ----------- |
|                          | Jean-François Bohanne    | SE                       | DIV                      | 3 136        | 36,22        | 4 387       | 51,68       |
|                          | Charlotte Faillé         | DVD                      | DIV                      | 3 136        | 36,22        | 4 387       | 51,68       |
|                          | Serge Jalu               | PS                       | DVG                      | 2 676        | 30,90        | 4 102       | 48,32       |
|                          | Carine Peila-Binet       | PS                       | DVG                      | 2 676        | 30,90        | 4 102       | 48,32       |
|                          | Fabrice Auvé             | EÉLV                     | ECO                      | 1 646        | 19,01        |             |             |
|                          | Estelle Guilmain         | EÉLV                     | ECO                      | 1 646        | 19,01        |             |             |
|                          | Christiane Coutard       | RN                       | RN                       | 1 201        | 13,87        |             |             |
|                          | Antoine Paugam           | RN                       | RN                       | 1 201        | 13,87        |             |             |
|                          |                          |                          |                          |              |              |             |             |
| Suffrages exprimés       | Suffrages exprimés       | Suffrages exprimés       | Suffrages exprimés       | 8 659        | 96,06        | 8 489       | 93,23       |
| Votes blancs             | Votes blancs             | Votes blancs             | Votes blancs             | 208          | 2,31         | 399         | 4,38        |
| Votes nuls               | Votes nuls               | Votes nuls               | Votes nuls               | 147          | 1,63         | 217         | 2,38        |
| Total                    | Total                    | Total                    | Total                    | 9 014        | 100          | 9 105       | 100         |
| Abstention               | Abstention               | Abstention               | Abstention               | 15 707       | 63,54        | 15 618      | 63,17       |
| Inscrits / participation | Inscrits / participation | Inscrits / participation | Inscrits / participation | 24 721       | 36,46        | 24 723      | 36,83       |

### Canton de Montfort-sur-Meu
| Candidats                | Candidats                 | Partis                   | Nuance                   | Premier tour | Premier tour | Second tour | Second tour |
| Candidats                | Candidats                 | Partis                   | Nuance                   | Voix         | %            | Voix        | %           |
| ------------------------ | ------------------------- | ------------------------ | ------------------------ | ------------ | ------------ | ----------- | ----------- |
|                          | Anne-Françoise Courteille | PS                       | UG                       | 5 905        | 60,31        | 6 687       | 72,39       |
|                          | Christophe Martins        | PRG                      | UG                       | 5 905        | 60,31        | 6 687       | 72,39       |
|                          | Christine Focki           | EÉLV                     | ECO                      | 2 304        | 23,53        | 2 550       | 27,61       |
|                          | Ronan Sohier              | EÉLV                     | ECO                      | 2 304        | 23,53        | 2 550       | 27,61       |
|                          | Sébastien Angué           | RN                       | RN                       | 1 582        | 16,16        |             |             |
|                          | Françoise Poussin         | RN                       | RN                       | 1 582        | 16,16        |             |             |
|                          |                           |                          |                          |              |              |             |             |
| Suffrages exprimés       | Suffrages exprimés        | Suffrages exprimés       | Suffrages exprimés       | 9 791        | 95,13        | 9 237       | 92,19       |
| Votes blancs             | Votes blancs              | Votes blancs             | Votes blancs             | 286          | 2,78         | 469         | 4,68        |
| Votes nuls               | Votes nuls                | Votes nuls               | Votes nuls               | 215          | 2,09         | 313         | 3,12        |
| Total                    | Total                     | Total                    | Total                    | 10 292       | 100          | 10 019      | 100         |
| Abstention               | Abstention                | Abstention               | Abstention               | 18 530       | 64,29        | 18 813      | 65,25       |
| Inscrits / participation | Inscrits / participation  | Inscrits / participation | Inscrits / participation | 28 822       | 35,71        | 28 832      | 34,75       |

### Canton de Redon
| Candidats                | Candidats                  | Partis                   | Nuance                   | Premier tour | Premier tour | Second tour | Second tour |
| Candidats                | Candidats                  | Partis                   | Nuance                   | Voix         | %            | Voix        | %           |
| ------------------------ | -------------------------- | ------------------------ | ------------------------ | ------------ | ------------ | ----------- | ----------- |
|                          | Anne Mainguet-Grall        | PS                       | SOC                      | 3 699        | 44,13        | 5 500       | 71,61       |
|                          | Franck Pichot              | PS                       | SOC                      | 3 699        | 44,13        | 5 500       | 71,61       |
|                          | Florence Choquet           | EÉLV                     | ECO                      | 1 680        | 20,04        | 2 180       | 28,39       |
|                          | Alain Ridard               | EÉLV                     | ECO                      | 1 680        | 20,04        | 2 180       | 28,39       |
|                          | Marie-Christine Carpentier | DVD                      | DVD                      | 1 592        | 18,99        |             |             |
|                          | Jacques François           | LR                       | DVD                      | 1 592        | 18,99        |             |             |
|                          | Anne-Marie Colin           | RN                       | RN                       | 1 411        | 16,83        |             |             |
|                          | Jean-Paul Morvan           | RN                       | RN                       | 1 411        | 16,83        |             |             |
|                          |                            |                          |                          |              |              |             |             |
| Suffrages exprimés       | Suffrages exprimés         | Suffrages exprimés       | Suffrages exprimés       | 8 382        | 97,04        | 7 680       | 90,61       |
| Votes blancs             | Votes blancs               | Votes blancs             | Votes blancs             | 151          | 1,75         | 518         | 6,11        |
| Votes nuls               | Votes nuls                 | Votes nuls               | Votes nuls               | 105          | 1,22         | 278         | 3,28        |
| Total                    | Total                      | Total                    | Total                    | 8 638        | 100          | 8 476       | 100         |
| Abstention               | Abstention                 | Abstention               | Abstention               | 18 351       | 67,99        | 18 506      | 68,59       |
| Inscrits / participation | Inscrits / participation   | Inscrits / participation | Inscrits / participation | 26 989       | 32,01        | 26 982      | 31,41       |

### Canton de Rennes-1
| Candidats                | Candidats                   | Partis                   | Nuance                   | Premier tour | Premier tour | Second tour | Second tour |
| Candidats                | Candidats                   | Partis                   | Nuance                   | Voix         | %            | Voix        | %           |
| ------------------------ | --------------------------- | ------------------------ | ------------------------ | ------------ | ------------ | ----------- | ----------- |
|                          | Charles Compagnon           | DVD                      | DVD                      | 2 263        | 28,42        | 3 321       | 41,72       |
|                          | Amélie Dhalluin             | LR                       | DVD                      | 2 263        | 28,42        | 3 321       | 41,72       |
|                          | Marc Hervé                  | PS                       | SOC                      | 2 249        | 28,24        | 4 640       | 58,28       |
|                          | Emmanuelle Rousset          | PS                       | SOC                      | 2 249        | 28,24        | 4 640       | 58,28       |
|                          | Sébastien Branellec         | EÉLV                     | ECO                      | 2 152        | 27,02        |             |             |
|                          | Haud Leguen                 | EÉLV                     | ECO                      | 2 152        | 27,02        |             |             |
|                          | Énora Le Pape               | LFI                      | FI                       | 681          | 8,55         |             |             |
|                          | Jean-Paul Tual              | LFI                      | FI                       | 681          | 8,55         |             |             |
|                          | Franck-Christophe Beaufrère | RN                       | RN                       | 618          | 7,76         |             |             |
|                          | Charlotte de Bogeron        | RN                       | RN                       | 618          | 7,76         |             |             |
|                          |                             |                          |                          |              |              |             |             |
| Suffrages exprimés       | Suffrages exprimés          | Suffrages exprimés       | Suffrages exprimés       | 7 963        | 97,63        | 7 961       | 94,58       |
| Votes blancs             | Votes blancs                | Votes blancs             | Votes blancs             | 117          | 1,43         | 306         | 3,64        |
| Votes nuls               | Votes nuls                  | Votes nuls               | Votes nuls               | 76           | 0,93         | 150         | 1,78        |
| Total                    | Total                       | Total                    | Total                    | 8 156        | 100          | 8 417       | 100         |
| Abstention               | Abstention                  | Abstention               | Abstention               | 14 455       | 63,93        | 14 194      | 62,77       |
| Inscrits / participation | Inscrits / participation    | Inscrits / participation | Inscrits / participation | 22 611       | 36,07        | 22 611      | 37,23       |

### Canton de Rennes-2
| Candidats                | Candidats                | Partis                   | Nuance                   | Premier tour | Premier tour | Second tour | Second tour |
| Candidats                | Candidats                | Partis                   | Nuance                   | Voix         | %            | Voix        | %           |
| ------------------------ | ------------------------ | ------------------------ | ------------------------ | ------------ | ------------ | ----------- | ----------- |
|                          | Marion Le Frêne          | EÉLV                     | UGE                      | 2 484        | 33,27        | 3 432       | 53,78       |
|                          | Denez Marchand           | UDB                      | UGE                      | 2 484        | 33,27        | 3 432       | 53,78       |
|                          | Catherine Debroise       | PS                       | UG                       | 2 235        | 29,93        | 2 949       | 46,22       |
|                          | Vincent Haloua           | PCF                      | UG                       | 2 235        | 29,93        | 2 949       | 46,22       |
|                          | Sandrine Caroff-Urfer    | LREM                     | REM                      | 1 201        | 16,08        |             |             |
|                          | Henri-Noël Ruiz          | LREM                     | REM                      | 1 201        | 16,08        |             |             |
|                          | Pierre Abegg             | LR                       | LR                       | 1 003        | 13,43        |             |             |
|                          | Anaïs Jéhanno            | LR                       | LR                       | 1 003        | 13,43        |             |             |
|                          | Marie de Lespinay        | RN                       | RN                       | 544          | 7,29         |             |             |
|                          | Denis Duvernoy           | RN                       | RN                       | 544          | 7,29         |             |             |
|                          |                          |                          |                          |              |              |             |             |
| Suffrages exprimés       | Suffrages exprimés       | Suffrages exprimés       | Suffrages exprimés       | 7 467        | 97,51        | 6 381       | 84,08       |
| Votes blancs             | Votes blancs             | Votes blancs             | Votes blancs             | 136          | 1,78         | 899         | 11,85       |
| Votes nuls               | Votes nuls               | Votes nuls               | Votes nuls               | 55           | 0,72         | 309         | 4,07        |
| Total                    | Total                    | Total                    | Total                    | 7 658        | 100          | 7 589       | 100         |
| Abstention               | Abstention               | Abstention               | Abstention               | 12 553       | 62,11        | 12 621      | 62,45       |
| Inscrits / participation | Inscrits / participation | Inscrits / participation | Inscrits / participation | 20 211       | 37,89        | 20 210      | 37,55       |

### Canton de Rennes-3
| Candidats                | Candidats                | Partis                   | Nuance                   | Premier tour | Premier tour | Second tour | Second tour |
| Candidats                | Candidats                | Partis                   | Nuance                   | Voix         | %            | Voix        | %           |
| ------------------------ | ------------------------ | ------------------------ | ------------------------ | ------------ | ------------ | ----------- | ----------- |
|                          | Frédéric Bourcier        | PS                       | SOC                      | 2 601        | 30,44        | 3 726       | 48,02       |
|                          | Béatrice Hakni-Robin     | PS                       | SOC                      | 2 601        | 30,44        | 3 726       | 48,02       |
|                          | Jeanne Larue             | EÉLV                     | ECO                      | 2 580        | 30,19        | 4 033       | 51,89       |
|                          | Nicolas Perrin           | EÉLV                     | ECO                      | 2 580        | 30,19        | 4 033       | 51,89       |
|                          | Isabelle Aubaud          | DVC                      | MDM                      | 1 443        | 16,89        |             |             |
|                          | Nicolas Boucher          | MoDem                    | MDM                      | 1 443        | 16,89        |             |             |
|                          | Stéphanie Cadiou         | RN                       | RN                       | 1 000        | 11,70        |             |             |
|                          | Julien Masson            | RN                       | RN                       | 1 000        | 11,70        |             |             |
|                          | Tony Danilo              | LFI                      | FI                       | 596          | 6,97         |             |             |
|                          | Anne Réminiac            | LFI                      | FI                       | 596          | 6,97         |             |             |
|                          | Annaïg Douard            | POID                     | EXG                      | 233          | 2,73         |             |             |
|                          | Didier Ricou             | POID                     | EXG                      | 233          | 2,73         |             |             |
|                          | Sofia Ben Lahcen         | UDMF                     | DIV                      | 92           | 1,08         |             |             |
|                          | Kamel Elahiar            | UDMF                     | DIV                      | 92           | 1,08         |             |             |
|                          |                          |                          |                          |              |              |             |             |
| Suffrages exprimés       | Suffrages exprimés       | Suffrages exprimés       | Suffrages exprimés       | 8 545        | 96,54        | 7 759       | 86,56       |
| Votes blancs             | Votes blancs             | Votes blancs             | Votes blancs             | 173          | 1,95         | 788         | 8,79        |
| Votes nuls               | Votes nuls               | Votes nuls               | Votes nuls               | 133          | 1,50         | 417         | 4,65        |
| Total                    | Total                    | Total                    | Total                    | 8 851        | 100          | 8 964       | 100         |
| Abstention               | Abstention               | Abstention               | Abstention               | 17 913       | 66,93        | 17 804      | 66,51       |
| Inscrits / participation | Inscrits / participation | Inscrits / participation | Inscrits / participation | 26 764       | 33,07        | 26 768      | 33,49       |

### Canton de Rennes-4
| Candidats                | Candidats                | Partis                   | Nuance                   | Premier tour | Premier tour | Second tour | Second tour |
| Candidats                | Candidats                | Partis                   | Nuance                   | Voix         | %            | Voix        | %           |
| ------------------------ | ------------------------ | ------------------------ | ------------------------ | ------------ | ------------ | ----------- | ----------- |
|                          | Sylvie Quilan            | EÉLV                     | ECO                      | 2 809        | 35,43        | 3 777       | 55,47       |
|                          | Yann Soulabaille         | EÉLV                     | ECO                      | 2 809        | 35,43        | 3 777       | 55,47       |
|                          | Muriel Candolf-Férec     | PS                       | SOC                      | 2 460        | 31,03        | 3 032       | 44,53       |
|                          | Didier Le Bougeant       | PS                       | SOC                      | 2 460        | 31,03        | 3 032       | 44,53       |
|                          | Christine Larsonneur     | DVD                      | DVC                      | 1 988        | 25,08        |             |             |
|                          | Loïck Le Brun            | UDI                      | DVC                      | 1 988        | 25,08        |             |             |
|                          | Julien Barbedette        | RN                       | RN                       | 671          | 8,46         |             |             |
|                          | Élisabeth Drouin         | RN                       | RN                       | 671          | 8,46         |             |             |
|                          |                          |                          |                          |              |              |             |             |
| Suffrages exprimés       | Suffrages exprimés       | Suffrages exprimés       | Suffrages exprimés       | 7 928        | 97,47        | 6 809       | 84,20       |
| Votes blancs             | Votes blancs             | Votes blancs             | Votes blancs             | 150          | 1,84         | 946         | 11,70       |
| Votes nuls               | Votes nuls               | Votes nuls               | Votes nuls               | 56           | 0,69         | 332         | 4,11        |
| Total                    | Total                    | Total                    | Total                    | 8 134        | 100          | 8 087       | 100         |
| Abstention               | Abstention               | Abstention               | Abstention               | 13 674       | 62,70        | 13 727      | 62,93       |
| Inscrits / participation | Inscrits / participation | Inscrits / participation | Inscrits / participation | 21 808       | 37,30        | 21 814      | 37,07       |

### Canton de Rennes-5
| Candidats                | Candidats                       | Partis                   | Nuance                   | Premier tour | Premier tour | Second tour | Second tour |
| Candidats                | Candidats                       | Partis                   | Nuance                   | Voix         | %            | Voix        | %           |
| ------------------------ | ------------------------------- | ------------------------ | ------------------------ | ------------ | ------------ | ----------- | ----------- |
|                          | Olwen Dénès                     | EÉLV                     | ECO                      | 2 240        | 29,09        | 3 801       | 54,68       |
|                          | Caroline Roger-Moigneu          | EÉLV                     | ECO                      | 2 240        | 29,09        | 3 801       | 54,68       |
|                          | Vincent Maho-Duhamel            | PS                       | SOC                      | 2 036        | 26,44        | 3 150       | 45,32       |
|                          | Monique Michelet                | PS                       | SOC                      | 2 036        | 26,44        | 3 150       | 45,32       |
|                          | Laureline du Plessis d’Argentré | LREM                     | REM                      | 1 470        | 19,09        |             |             |
|                          | Messan Gbadoe                   | LREM                     | REM                      | 1 470        | 19,09        |             |             |
|                          | Régis De Préaudeau              | RN                       | RN                       | 1 083        | 14,06        |             |             |
|                          | Nadine Deprez                   | RN                       | RN                       | 1 083        | 14,06        |             |             |
|                          | Malou Duhamel                   | LFI                      | FI                       | 871          | 11,31        |             |             |
|                          | Annie Le Vaicher                | LFI                      | FI                       | 871          | 11,31        |             |             |
|                          |                                 |                          |                          |              |              |             |             |
| Suffrages exprimés       | Suffrages exprimés              | Suffrages exprimés       | Suffrages exprimés       | 7 700        | 96,50        | 6 951       | 87,31       |
| Votes blancs             | Votes blancs                    | Votes blancs             | Votes blancs             | 170          | 2,13         | 655         | 8,23        |
| Votes nuls               | Votes nuls                      | Votes nuls               | Votes nuls               | 109          | 1,37         | 355         | 4,46        |
| Total                    | Total                           | Total                    | Total                    | 7 979        | 100          | 7 961       | 100         |
| Abstention               | Abstention                      | Abstention               | Abstention               | 17 530       | 68,72        | 17 557      | 68,80       |
| Inscrits / participation | Inscrits / participation        | Inscrits / participation | Inscrits / participation | 25 509       | 31,28        | 25 518      | 31,20       |

### Canton de Rennes-6
| Candidats                | Candidats                | Partis                   | Nuance                   | Premier tour | Premier tour | Second tour | Second tour |
| Candidats                | Candidats                | Partis                   | Nuance                   | Voix         | %            | Voix        | %           |
| ------------------------ | ------------------------ | ------------------------ | ------------------------ | ------------ | ------------ | ----------- | ----------- |
|                          | Anne Brice               | DVC                      | UCD                      | 2 421        | 31,97        | 3 540       | 46,02       |
|                          | Philippe Rouault         | UDI                      | UCD                      | 2 421        | 31,97        | 3 540       | 46,02       |
|                          | Jean-Paul Guidoni        | EÉLV                     | ECO                      | 2 082        | 27,49        | 4 153       | 53,98       |
|                          | Régine Komokoli-Nakoafio | EÉLV                     | ECO                      | 2 082        | 27,49        | 4 153       | 53,98       |
|                          | Christophe Fouillère     | PS                       | UG                       | 1 823        | 24,07        |             |             |
|                          | Elsa Koerner             | PCF                      | UG                       | 1 823        | 24,07        |             |             |
|                          | Anne Davion              | RN                       | RN                       | 652          | 8,61         |             |             |
|                          | Pierrick Henniaux        | RN                       | RN                       | 652          | 8,61         |             |             |
|                          | Nathalie Gaulier         | LFI                      | FI                       | 595          | 7,86         |             |             |
|                          | Frédéric Mathieu         | LFI                      | FI                       | 595          | 7,86         |             |             |
|                          |                          |                          |                          |              |              |             |             |
| Suffrages exprimés       | Suffrages exprimés       | Suffrages exprimés       | Suffrages exprimés       | 7 573        | 96,82        | 7 693       | 94,71       |
| Votes blancs             | Votes blancs             | Votes blancs             | Votes blancs             | 147          | 1,88         | 266         | 3,27        |
| Votes nuls               | Votes nuls               | Votes nuls               | Votes nuls               | 102          | 1,30         | 164         | 2,02        |
| Total                    | Total                    | Total                    | Total                    | 7 822        | 100          | 8 123       | 100         |
| Abstention               | Abstention               | Abstention               | Abstention               | 16 002       | 67,17        | 15 707      | 65,91       |
| Inscrits / participation | Inscrits / participation | Inscrits / participation | Inscrits / participation | 23 824       | 32,83        | 23 830      | 34,09       |

### Canton du Rheu
| Candidats                | Candidats                | Partis                   | Nuance                   | Premier tour | Premier tour | Second tour | Second tour |
| Candidats                | Candidats                | Partis                   | Nuance                   | Voix         | %            | Voix        | %           |
| ------------------------ | ------------------------ | ------------------------ | ------------------------ | ------------ | ------------ | ----------- | ----------- |
|                          | Armelle Billard          | PS                       | SOC                      | 4 327        | 40,86        | 5 984       | 59,42       |
|                          | Jean-Luc Chenut          | PS                       | SOC                      | 4 327        | 40,86        | 5 984       | 59,42       |
|                          | Gérard Berrée            | LREM                     | DIV                      | 2 722        | 25,70        | 4 087       | 40,58       |
|                          | Ingrid Cormenier         | DVD                      | DIV                      | 2 722        | 25,70        | 4 087       | 40,58       |
|                          | Joël Le Gall             | UDB                      | UGE                      | 2 048        | 19,34        |             |             |
|                          | Stéphanie Lefèvre        | EÉLV                     | UGE                      | 2 048        | 19,34        |             |             |
|                          | Bérengère Le Fournier    | RN                       | RN                       | 1 493        | 14,10        |             |             |
|                          | Samuel Saillard          | RN                       | RN                       | 1 493        | 14,10        |             |             |
|                          |                          |                          |                          |              |              |             |             |
| Suffrages exprimés       | Suffrages exprimés       | Suffrages exprimés       | Suffrages exprimés       | 10 590       | 96,40        | 10 071      | 92,56       |
| Votes blancs             | Votes blancs             | Votes blancs             | Votes blancs             | 269          | 2,45         | 526         | 4,83        |
| Votes nuls               | Votes nuls               | Votes nuls               | Votes nuls               | 127          | 1,16         | 284         | 2,61        |
| Total                    | Total                    | Total                    | Total                    | 10 986       | 100          | 10 881      | 100         |
| Abstention               | Abstention               | Abstention               | Abstention               | 19 561       | 64,04        | 19 675      | 64,39       |
| Inscrits / participation | Inscrits / participation | Inscrits / participation | Inscrits / participation | 30 547       | 35,96        | 30 556      | 35,61       |

### Canton de Saint-Malo-1
| Candidats                | Candidats                   | Partis                   | Nuance                   | Premier tour | Premier tour | Second tour | Second tour |
| Candidats                | Candidats                   | Partis                   | Nuance                   | Voix         | %            | Voix        | %           |
| ------------------------ | --------------------------- | ------------------------ | ------------------------ | ------------ | ------------ | ----------- | ----------- |
|                          | Florence Abadie             | DVD                      | DVD                      | 4 624        | 37,43        | 7 973       | 66,08       |
|                          | Marcel Le Moal              | DVD                      | DVD                      | 4 624        | 37,43        | 7 973       | 66,08       |
|                          | Natacha Cogrel              | PCF                      | UG                       | 2 124        | 17,19        | 4 092       | 33,92       |
|                          | Pierre Site                 | PS                       | UG                       | 2 124        | 17,19        | 4 092       | 33,92       |
|                          | Jean-François Guinic        | RN                       | RN                       | 1 749        | 14,16        |             |             |
|                          | Dominique Serre             | RN                       | RN                       | 1 749        | 14,16        |             |             |
|                          | Laurent Le Meut             | TdP                      | REM                      | 1 550        | 12,55        |             |             |
|                          | Denise Marchix              | TdP                      | REM                      | 1 550        | 12,55        |             |             |
|                          | Stéphane Jenouvrier         | DVD                      | UCD                      | 1 397        | 11,31        |             |             |
|                          | Géraldine Lasilier-Chaufaux | DVD                      | UCD                      | 1 397        | 11,31        |             |             |
|                          | Jean-François Frostin       | G.s                      | UG                       | 638          | 5,16         |             |             |
|                          | Sylvie Labbé                | LFI                      | UG                       | 638          | 5,16         |             |             |
|                          | Éliane Barouti              | POID                     | EXG                      | 272          | 2,20         |             |             |
|                          | Jean-Michel Groisier        | POID                     | EXG                      | 272          | 2,20         |             |             |
|                          |                             |                          |                          |              |              |             |             |
| Suffrages exprimés       | Suffrages exprimés          | Suffrages exprimés       | Suffrages exprimés       | 12 354       | 96,54        | 12 065      | 92,63       |
| Votes blancs             | Votes blancs                | Votes blancs             | Votes blancs             | 260          | 2,03         | 587         | 4,51        |
| Votes nuls               | Votes nuls                  | Votes nuls               | Votes nuls               | 183          | 1,43         | 373         | 2,86        |
| Total                    | Total                       | Total                    | Total                    | 12 797       | 100          | 13 025      | 100         |
| Abstention               | Abstention                  | Abstention               | Abstention               | 24 200       | 65,41        | 23 973      | 64,80       |
| Inscrits / participation | Inscrits / participation    | Inscrits / participation | Inscrits / participation | 36 997       | 34,59        | 36 998      | 35,20       |

### Canton de Saint-Malo-2
| Candidats                | Candidats                | Partis                   | Nuance                   | Premier tour | Premier tour | Second tour | Second tour |
| Candidats                | Candidats                | Partis                   | Nuance                   | Voix         | %            | Voix        | %           |
| ------------------------ | ------------------------ | ------------------------ | ------------------------ | ------------ | ------------ | ----------- | ----------- |
|                          | Céline Roche             | DVD                      | DVD                      | 5 514        | 41,18        | 8 421       | 63,14       |
|                          | Arnaud Salmon            | DVD                      | DVD                      | 5 514        | 41,18        | 8 421       | 63,14       |
|                          | Vincent Bouche           | UDB                      | UGE                      | 2 661        | 19,87        | 4 916       | 36,86       |
|                          | Véronique Kerguelen      | EÉLV                     | UGE                      | 2 661        | 19,87        | 4 916       | 36,86       |
|                          | Dylan Lemoine            | RN                       | RN                       | 1 893        | 14,14        |             |             |
|                          | Christine Renard         | RN                       | RN                       | 1 893        | 14,14        |             |             |
|                          | Jean-Pascal Gayant       | DVD                      | DVD                      | 1 493        | 11,15        |             |             |
|                          | Sophie Guyon             | DVD                      | DVD                      | 1 493        | 11,15        |             |             |
|                          | Patricia Guilbert        | PCF                      | COM                      | 1 197        | 8,94         |             |             |
|                          | Cohen Weisser            | PCF                      | COM                      | 1 197        | 8,94         |             |             |
|                          | Agnès Paumond            | DVG                      | DVG                      | 633          | 4,73         |             |             |
|                          | Ronan Prigent            | GRS                      | DVG                      | 633          | 4,73         |             |             |
|                          |                          |                          |                          |              |              |             |             |
| Suffrages exprimés       | Suffrages exprimés       | Suffrages exprimés       | Suffrages exprimés       | 13 391       | 96,41        | 13 337      | 93,85       |
| Votes blancs             | Votes blancs             | Votes blancs             | Votes blancs             | 304          | 2,19         | 557         | 3,92        |
| Votes nuls               | Votes nuls               | Votes nuls               | Votes nuls               | 195          | 1,40         | 317         | 2,23        |
| Total                    | Total                    | Total                    | Total                    | 13 890       | 100          | 14 211      | 100         |
| Abstention               | Abstention               | Abstention               | Abstention               | 24 259       | 63,59        | 23 940      | 62,75       |
| Inscrits / participation | Inscrits / participation | Inscrits / participation | Inscrits / participation | 38 149       | 36,41        | 38 151      | 37,25       |

### Canton de Val-Couesnon
| Candidats                | Candidats                  | Partis                   | Nuance                   | Premier tour | Premier tour | Second tour | Second tour |
| Candidats                | Candidats                  | Partis                   | Nuance                   | Voix         | %            | Voix        | %           |
| ------------------------ | -------------------------- | ------------------------ | ------------------------ | ------------ | ------------ | ----------- | ----------- |
|                          | Gaëtan Dubreil-Jardin      | PS                       | UCG                      | 3 680        | 40,36        | 4 491       | 48,73       |
|                          | Isabelle Lavastre          | DVG                      | UCG                      | 3 680        | 40,36        | 4 491       | 48,73       |
|                          | Aymar de Gouvion Saint Cyr | Agir                     | UCD                      | 3 523        | 38,64        | 4 726       | 51,27       |
|                          | Aline Guiblin              | DVD                      | UCD                      | 3 523        | 38,64        | 4 726       | 51,27       |
|                          | Gilles Pennelle            | RN                       | RN                       | 1 914        | 20,99        |             |             |
|                          | Marie Savy                 | RN                       | RN                       | 1 914        | 20,99        |             |             |
|                          |                            |                          |                          |              |              |             |             |
| Suffrages exprimés       | Suffrages exprimés         | Suffrages exprimés       | Suffrages exprimés       | 9 117        | 93,91        | 9 217       | 92,24       |
| Votes blancs             | Votes blancs               | Votes blancs             | Votes blancs             | 351          | 3,62         | 454         | 4,54        |
| Votes nuls               | Votes nuls                 | Votes nuls               | Votes nuls               | 240          | 2,47         | 321         | 3,21        |
| Total                    | Total                      | Total                    | Total                    | 9 708        | 100          | 9 992       | 100         |
| Abstention               | Abstention                 | Abstention               | Abstention               | 16 820       | 63,40        | 16 545      | 62,35       |
| Inscrits / participation | Inscrits / participation   | Inscrits / participation | Inscrits / participation | 26 528       | 36,60        | 26 537      | 37,65       |

### Canton de Vitré
| Candidats                | Candidats                | Partis                   | Nuance                   | Premier tour | Premier tour | Second tour | Second tour |
| Candidats                | Candidats                | Partis                   | Nuance                   | Voix         | %            | Voix        | %           |
| ------------------------ | ------------------------ | ------------------------ | ------------------------ | ------------ | ------------ | ----------- | ----------- |
|                          | Élisabeth Brun           | LR                       | DVC                      | 3 931        | 43,08        | 5 292       | 56,32       |
|                          | Paul Lapause             | UDI                      | DVC                      | 3 931        | 43,08        | 5 292       | 56,32       |
|                          | Carine Pouëssel          | EÉLV                     | UGE                      | 3 067        | 33,61        | 4 105       | 43,68       |
|                          | Erwann Rougier           | G.s                      | UGE                      | 3 067        | 33,61        | 4 105       | 43,68       |
|                          | Katia Porée              | RN                       | RN                       | 1 172        | 12,84        |             |             |
|                          | Hubert Sevin             | RN                       | RN                       | 1 172        | 12,84        |             |             |
|                          | Valérie Kerauffret       | PCF                      | COM                      | 955          | 10,47        |             |             |
|                          | Philippe Randal          | PCF                      | COM                      | 955          | 10,47        |             |             |
|                          |                          |                          |                          |              |              |             |             |
| Suffrages exprimés       | Suffrages exprimés       | Suffrages exprimés       | Suffrages exprimés       | 9 125        | 93,78        | 9 397       | 94,26       |
| Votes blancs             | Votes blancs             | Votes blancs             | Votes blancs             | 364          | 3,74         | 322         | 3,23        |
| Votes nuls               | Votes nuls               | Votes nuls               | Votes nuls               | 241          | 2,48         | 250         | 2,51        |
| Total                    | Total                    | Total                    | Total                    | 9 730        | 100          | 9 969       | 100         |
| Abstention               | Abstention               | Abstention               | Abstention               | 20 060       | 67,34        | 19 833      | 66,55       |
| Inscrits / participation | Inscrits / participation | Inscrits / participation | Inscrits / participation | 29 790       | 32,66        | 29 802      | 33,45       |